# Jean Schwartz
Pour les articles homonymes, voir Jean Schwartz (politicien) et Schwartz.
Cet article possède un paronyme, voir Jean Schwarz (rabbin).
Œuvres principales
- The Ham Tree (comédie musicale, 1905)
- Shubert Gaieties of 1919 (revue, 1919)
- The Passing Show of 1923 (revue, 1923)
...
Jean Schwartz, né le 4 novembre 1878 à Budapest (alors Autriche-Hongrie) et mort le 30 novembre 1956 à Los Angeles (quartier de Sherman Oaks, Californie), est un compositeur américain d'origine hongroise.

## Biographie

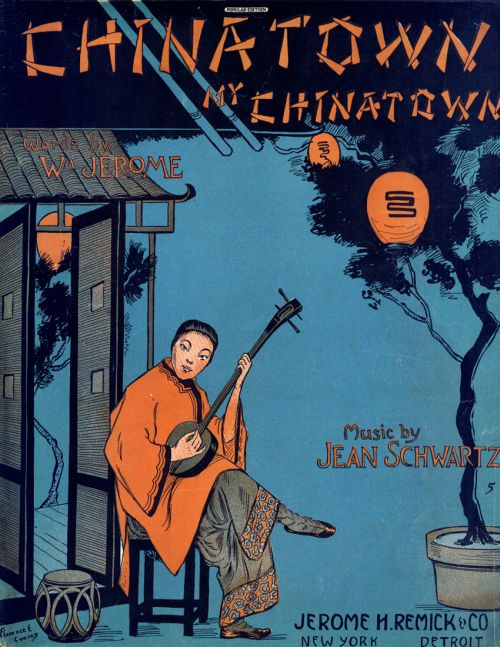
Chinatown, My Chinatown (song, 1906)

Sa famille ayant émigré à New York en 1888 alors qu'il est enfant, Jean Schwartz obtient la citoyenneté américaine et devient compositeur au théâtre, principalement à Broadway, sur des comédies musicales et des revues essentiellement, entre 1901 et 1928.
À Broadway, parmi ses collaborateurs, citons le parolier William Jerome (en) (1865-1932) — ex. : la comédie musicale The Ham Tree (1905-1906, avec W. C. Fields) —, le parolier Alfred Bryan (1871-1958) — ex. : la revue Shubert Gaieties of 1919 (1919, avec Marjorie Gateson et Sammy White) — et le compositeur Sigmund Romberg (1887-1951) — ex. : la revue The Passing Show of 1923 (1923, avec Nancy Carroll et George Hassell) —.
Ses compositions sont fréquemment utilisées au cinéma et à la télévision, dont le song Chinatown, My Chinatown (en) (1906, paroles de William Jerome, inclus dans la revue Up and Down Broadway en 1910, avec Irving Berlin), repris notamment par Woody Allen dans Radio Days (1987), Tout le monde dit I love you (1996) et Magic in the Moonlight (2014).
Jean Schwartz épouse en secondes noces l'actrice et danseuse Sally Long (1901-1987) qu'il laisse veuve à sa mort en 1956, à 78 ans.

## Théâtre à Broadway (intégrale)

### Compositeur à part entière
- 1903 : Mrs. Delawney of Newport, comédie musicale, paroles et livret de William Jerome (en)
- 1904-1905 : Piff! Paff!! Pouff!!!, comédie musicale, paroles de William Jerome (en), livret de Stanislaus Stange
- 1905 : A Yankee Circus on Mars, comédie musicale, musique de Manuel Klein et Jean Schwartz, paroles d'Harry Williams, livret de George V. Hobart
- 1905 : Lifting the Lid, comédie musicale, paroles de William Jerome (en), livret de John J. McNally
- 1905 : Fritz in Tammany Hall, comédie musicale, paroles de William Jerome (en), livret de John J. McNally

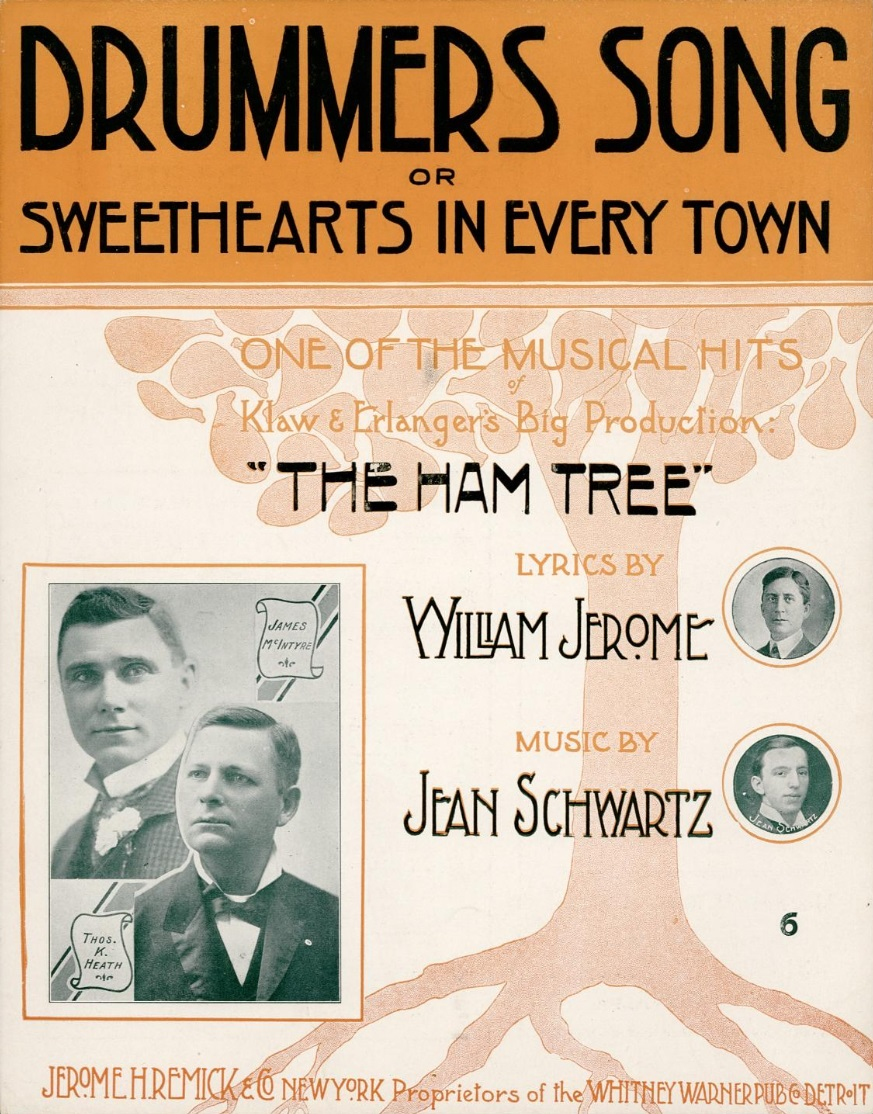
The Ham Tree (1905)

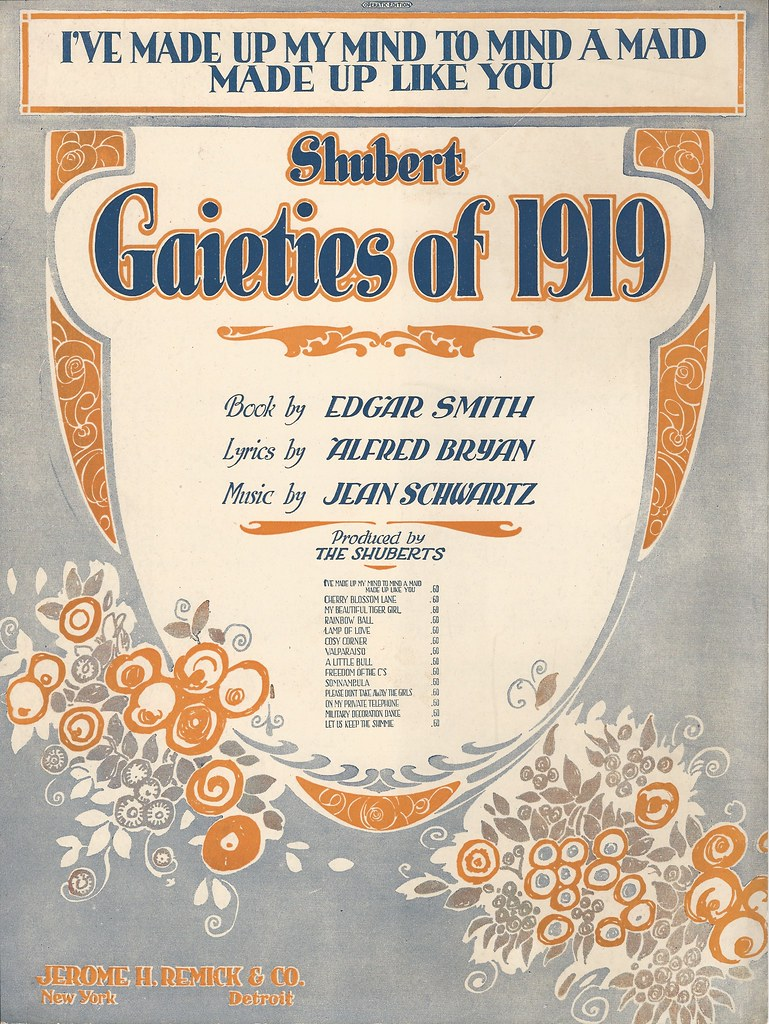
Shubert Gaieties of 1919 (1919)

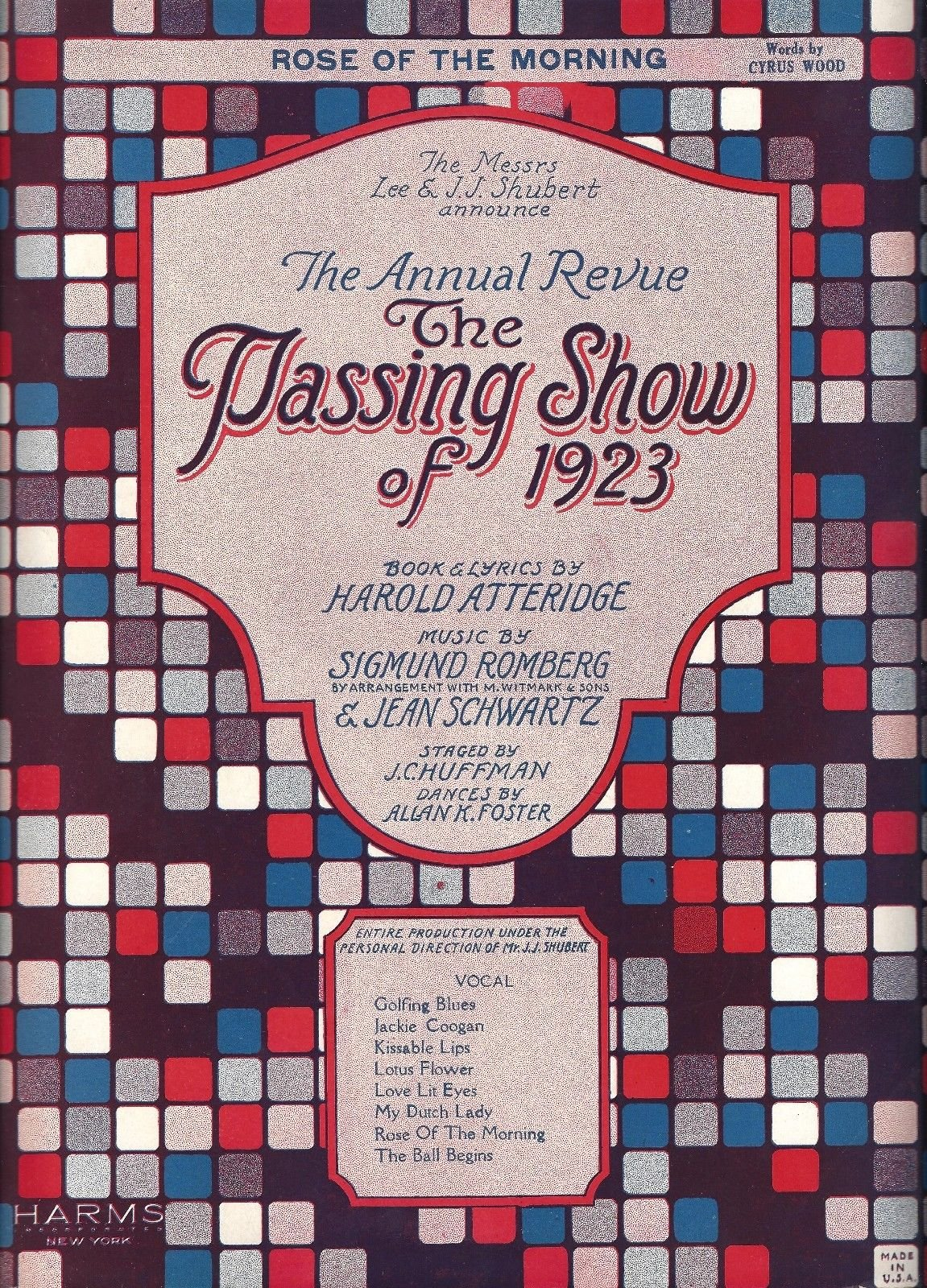
The Passing Show of 1923 (1923)

- 1905-1906 : The Ham Tree, comédie musicale, paroles de William Jerome (en), livret de George V. Hobart
- 1907 : Ziegfeld Follies of 1907, revue produite par Florenz Ziegfeld, musique, paroles et sketches de divers auteurs, dont Jean Schwartz
- 1907 : The Hired Girl's Millions, comédie musicale, paroles de William Jerome (en), livret de Charles E. Blaney
- 1907 : Lola from Berlin, comédie musicale, paroles de William Jerome (en), livret de John J. McNally
- 1909 : In Hayti, comédie musicale, paroles de William Jerome (en), livret de John J. McNally
- 1910 : Up and Down Broadway, revue, paroles de William Jerome (en), sketches d'Edgar Smith
- 1913 : The Honeymoon Express, comédie musicale, paroles d'Harold Atteridge, livret de Joseph W. Herbert
- 1913 : The Passing Show of 1913, revue, musique d'Al W. Brown et Jean Schwartz, paroles et sketches d'Harold Atteridge
- 1914 : When Claudia Smiles, paroles et livret d'Anne Caldwell, mise en scène de Charles Winninger
- 1918 : The Passing Show of 1915, revue, musique de Sigmund Romberg et Jean Schwartz, paroles et livret d'Harold Atteridge
- 1919 : Monte Cristo, Jr., comédie musicale, musique de Sigmund Romberg et Jean Schwartz, paroles et livret d'Harold Atteridge
- 1919 : Shubert Gaieties of 1919, revue, paroles d'Alfred Bryan, sketches d'Ed Wynn, Edgar Smith et Harold Atteridge
- 1919 : Hello, Alexander, comédie musicale (adaptation de The Ham Tree précitée, 1905), paroles d'Alfred Bryan, livret d'Edgar Smith et Emily Young
- 1919-1920 : The Passing Show of 1919, revue, paroles et sketches d'Harold Atteridge
- 1920 : The Midnight Rounders of 1920, revue, paroles d'Alfred Bryan, sketches d'Howard Emmett Rogers
- 1920-1921 : The Century Revue, paroles d'Alfred Bryan, sketches d'Howard Emmett Rogers
- 1920-1921 : The Passing Show of 1921, revue, paroles et sketches d'Harold Atteridge
- 1921 : The Midnight Rounders of 1921, revue, paroles d'Alfred Bryan, sketches d'Harold Atteridge
- 1921 : The Mimic World of 1921, revue, musique de Lew Pollack, Owen Murphy et Jean Schwartz, paroles et sketches d'Harold Atteridge, James Hussey et Owen Murphy
- 1922 : Make It Snappy, revue, paroles d'Harold Atteridge, sketches d'Eddie Cantor et Harold Atteridge
- 1923 : The Passing Show of 1923, revue, musique de Sigmund Romberg et Jean Schwartz, paroles et sketches d'Harold Atteridge
- 1923-1924 : Topics of 1923, revue, musique d'Alfred Goodman et Jean Schwartz, paroles d'Harold Atteridge, sketches d'Harry Wagstaff Gribble et Harold Atteridge
- 1924 : Innocent Eyes, revue, musique de Sigmund Romberg et Jean Schwartz, paroles et sketches d'Harold Atteridge
- 1924 : The Passing Show of 1924, revue, musique de Sigmund Romberg et Jean Schwartz, paroles et sketches d'Harold Atteridge
- 1927 : A Night in Spain, revue, paroles d'Alfred Bryan, sketches d'Harold Atteridge
- 1928 : Sunny Days, comédie musicale, paroles et livret de Clifford Grey et William Carey Duncan, d'après la pièce A Kiss in a Taxi de Clifford Grey, elle-même adaptée de la pièce Le Monsieur de cinq heures de Maurice Hennequin et Pierre Veber, production et mise en scène d'Hassard Short

### Auteur de musiques additionnelles
- 1901 : The King's Carnival, comédie musicale, musique d'A. Baldwin Sloane, paroles et livret de Sydney Rosenfeld
- 1901 : The Strollers, comédie musicale, musique de Ludwig Engländer, paroles et livret d'Harry B. Smith
- 1901-1902 : DuHurry, comédie musicale, musique de John Stromberg, paroles et livret d'Edgar Smith
- 1901-1902 : The Sleeping Beauty and the Beast, comédie musicale, musique de J. M. Glover et Frederick Solomon, paroles de J. Cheever Goodwin, livret d'Arthur Collins et J. Hickory Wood
- 1902 : The Wild Rose, comédie musicale, musique de Ludwing Engländer, paroles et livret d'Harry B. Smith et George V. Hobart
- 1902-1903 : A Chinese Honeymoon, comédie musicale, musique d'Howard Talbot et George Dee, paroles et livret de George Dance
- 1903 : Mr. Bluebeard, comédie musicale, musique de Frederick Solomon, paroles de J. Cheever Goodwin, livret d'Arthur Collins et J. Hickory Wood
- 1903 : My Lady Peggy Goes to Town, pièce de Frances Aymar Mathews
- 1903 : The Jersey Lily, comédie musicale, musique de Reginald De Koven, paroles et livret de George V. Hobart
- 1903-1904 : Mother Goose, comédie musicale, musique de Frederick Solomon, paroles de George V. Hobart, livret d'Arthur Collins et J. Hickory Wood
- 1904 : An English Daisy, comédie musicale, musique de Walter Slaughter, paroles d'Edgar Smith, livret d'Edgar Smith et Seymour Hicks
- 1904 : Glittering Gloria, comédie musicale, musique de Bernard Rolt, paroles de Hugh Morton et Bernard Rolt, livret de Hugh Morton
- 1905-1906 : Sergeant Brue, comédie musicale, musique de Liza Lehmann, paroles d'Owen Hall et D. K. Stevens, livret d'Owen Hall
- 1905 : The White Cat, comédie musicale, musique de Ludwing Engländer, paroles et livret d'Harry B. Smith
- 1906-1907 : The Little Cherub, comédie musicale produite par Charles Frohman, musique d'Ivan Caryll, paroles et livret d'Owen Hall
- 1906-1907 : the Rich Mr. Hoggenheimer, comédie musicale produite par Charles Frohman, musique de Ludwig Engländer, paroles et livret d'Harry B. Smith, direction musicale par Louis F. Gottschalk
- 1907 : The Yankee Tourist, comédie musicale, musique d'Alfred G. Robyn, paroles de Wallace Irwin, livret de Richard Harding Davis, mise en scène de George F. Marion
- 1907-1908 : The Gay White Way, revue, musique de Ludwig Engländer, paroles et sketches de Sydney Rosenfeld et James Clarence Harvey
- 1908 : Ziegfeld Follies of 1908, revue produite par Florenz Ziegfeld, musique de Maurice Levi, paroles et sketches d'Harry B. Smith
- 1908 : The American Idea, comédie musicale, musique, paroles, livret et mise en scène de George M. Cohan
- 1908-1909 : Miss Innocence, comédie musicale, musique de Ludwig Engländer, paroles et livret d'Harry B. Smith
- 1909 : A Broken Idol, comédie musicale, musique d'Egbert Van Alstyne, paroles d'Harry Williams, livret d'Hal Stephens
- 1909-1910 : The Silver Star, comédie musicale, musique de divers auteurs dont Jean Schwartz, paroles et livret d'Harry B. Smith
- 1910 : The Echo, comédie musicale, musique de Deems Taylor, paroles et livret de William Le Baron et Deems Taylor
- 1911-1912 : Vera Violetta, comédie musicale, musique d'Edmund Eysler, paroles d'Harold Atteridge, livret de Leonard Liebling et Harold Atteridge
- 1912 : Over the River, comédie musicale, musique et paroles de John Golden, livret de George V. Hobart et H. A. Du Souchet
- 1912 : Hokey-pokey, comédie musicale, musique de John Stromberg, A. Baldwin Sloane et William T. Francis, paroles d'Edgar Smith et E. Ray Goetz, livret d'Edgar Smith
- 1912 : A Winsome Widow, comédie musicale produite par Florenz Ziegfeld, musique de Raymond Hubbell, paroles de William Jerome (en), livret de Robert B. Smith
- 1912 : The Wall Street Girl, comédie musicale, musique de Karl Hoschna, paroles de Benjamin Hapgood Burt, livret de Margaret Mayo et Edgar Selwyn, mise en scène de Charles Winninger
- 1912 : The Sun Dodger, comédie musicale, musique d'A. Baldwin Sloane, paroles d'E. Ray Goetz, livret d'Edgar Smith
- 1915 : Hands Up, comédie musicale, musique d'E. Ray Goetz et Sigmund Romberg, paroles d'E. Ray Goetz, livret d'Edgar Smith, chorégraphie de Theodore Kosloff
- 1915-1916 : Hip! Hip! Hooray! of 1915, revue, musique de Raymond Hubbell, paroles de John J. Golden, livret de R. H. Burnside
- 1916 : Pom-pom, opérette, musique d'Hugo Felix, paroles et livret d'Anne Caldwell, décors de Joseph Urban, mise en scène de George F. Marion
- 1916 : Betty, comédie musicale, musique de Paul A. Rubens, paroles d'Adrian Ross et Paul A. Rubens, livret de Frederick Lonsdale et Gladys Unger
- 1917-1918 : Words and Music, revue, musique et paroles d'E. Ray Goetz, sketches de Raymond Hitchcock
- 1918-1919 : Sinbad, revue, musique de Sigmund Romberg, paroles et sketches d'Harold Atteridge
- 1918-1919 : Oh, My Dear!, comédie musicale, musique de Louis A. Hirsch, paroles et livret de Guy Bolton et P. G. Wodehouse
- 1922 : La Rose de Stamboul (The Rose of Stamboul), opérette, musique de Leo Fall et Sigmund Romberg, paroles et livret d'Harold Atteridge
- 1923 : Dew Drop Inn, comédie musicale, musique d'Alfred Goodman, paroles de Cyrus Wood, livret de Walter DeLeon et Edward Delaney Dunn, direction musicale par Alfred Newman
- 1923 : Ziegfeld Follies of 1923, revue produite par Florenz Ziegfeld, musique de Victor Herbert, Louis A. Hirsch et Dave Stamper, paroles de Gene Buck, sketches de Ralph Spence et Eddie Cantor, décors de Joseph Urban
- 1924-1925 : Annie Dear, comédie musicale, musique, paroles et livret de Clare Kummer

## ChansonChinatown, My Chinatownà l'écran (sélection)

### Cinéma

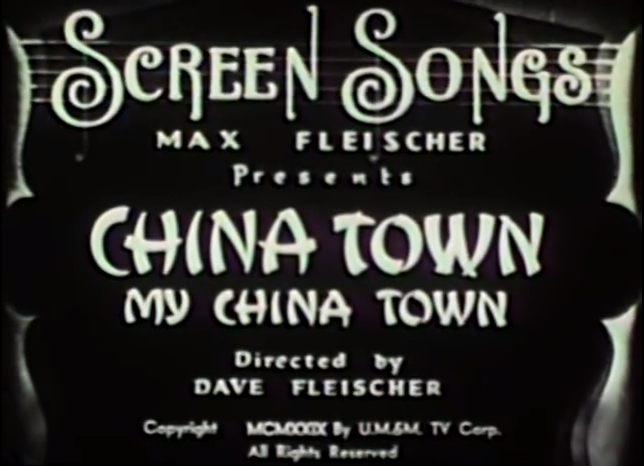
Titre du film de 1929.

- 1929 : Chinatown, My Chinatown (film) (en) de Dave Fleischer produit par Max Fleischer.
- 1934 : Rayon d'amour (Happiness Ahead) de Mervyn LeRoy
- 1939 : Lying Lips d'Oscar Micheaux
- 1941 : L'Entraîneuse fatale (Manpower) de Raoul Walsh
- 1945 : Le Lys de Brooklyn (A Tree Grows in Brooklyn) d'Elia Kazan
- 1950 : La Femme aux chimères (Young Man with a Horn) de Michael Curtiz
- 1987 : Radio Days de Woody Allen
- 1996 : Tout le monde dit I love you (Everyone Says I Love You) de Woody Allen
- 2014 : Magic in the Moonlight de Woody Allen

### Télévision
(séries)
- 1960-1961 : 77 Sunset Strip
  - Saison 2, épisode 35 The Silent Caper (1960)
  - Saison 4, épisode 7 Big Boy Blue (1961) et épisode 13 The Navy Caper (1961)
- 1976 : MASH, saison 5, épisode 11 La Jument du colonel (The Colonel's Horse)
- 2002 : Preuve à l'appui (Crossing Jordan), saison 1, épisode 19 Qui ne risque rien n'a rien (For Harry, with Love & Squalor)

## Récompense
- 1970 : Songwriters Hall of Fame